# 분고나카무라역
분고나카무라역(일본어: 豊後中村駅)은 일본 오이타현 구스군 고코노에정에 위치한 규슈 여객철도 규다이 본선의 철도역이다. 상대식 승강장 2면 2선의 구조를 갖춘 지상역이다.

## 이용 현황
| 승차 인원 추이 | 승차 인원 추이    |
| 연도           | 1일 평균 이용객수 |
| -------------- | ----------------- |
| 2000           | 145               |
| 2001           | 131               |
| 2002           | 148               |
| 2003           | 119               |
| 2004           | 120               |
| 2005           | 121               |
| 2006           | 108               |
| 2007           | 111               |
| 2008           | 105               |
| 2009           | 94                |
| 2010           | 86                |
| 2011           | 83                |

## 역 주변
- 국도 제210호선
- 오이타 자동차도 고코노에 나들목

## 역사
- 1928년 10월 28일 : 일본 철도성(일본국유철도)의 역으로서 개업.
- 1987년 4월 1일 : 일본국유철도 분할 민영화에 의해, 규슈 여객철도가 승계.
- 2010년
  - 1월 26일 : 역사 재건축 공사 개시.
  - 4월 1일 : 간이 위탁화.
  - 6월 30일 : 분고나카무라 활성화 교류 센터와 병설했던 신역사 낙성.
- 2012년 : 역사 내의 테넌트 철거.

## 인접 역
| 규다이 본선        | 규다이 본선   | 규다이 본선      |
| ------------------ | ------------- | ---------------- |
| 히키지 구루메 방면 | ■ 규다이 본선 | 노야 오이타 방면 |